# Martin Juhar
Martin Juhar (ur. 9 marca 1988 w Koszycach) – słowacki piłkarz występujący na pozycji pomocnika.

## Kariera klubowa
Karierę juniorską spędził w klubie Lokomotíva Koszyce. W 2008 trafił do MFK Košice. W czerwcu 2011 podpisał kontrakt ze Spartą Praga. Pierwszego gola dla tej drużyny strzelił z rzutu karnego 12 września 2011 w 90. minucie meczu z Viktorią Žižkov. W lipcu 2012 przeszedł do odwiecznego rywala Sparty, Slavii. Pierwszy mecz rozegrał cztery dni później. Był to wygrany 5:0 sparing z FK Varnsdorf, w którym Juhar zdobył hat-tricka. Pierwsze oficjalne spotkanie Juhara w nowym zespole miało miejsce 30 lipca 2012 z Vysočiną Jihlava. Premierowego gola w barwach Slavii zdobył 8 marca 2013 ze Zbrojovką Brno. 5 maja 2013 zdobył kolejne dwa w meczu 26. kolejki sezonu 2012/2013 z Baumitem Jablonec. W styczniu 2015 został przesunięty do drużyny młodzieżowej, a w marcu 2015 podpisał obowiązujący do końca sezonu kontrakt z FC ViOn Zlaté Moravce. W sierpniu 2015 trafił do Termaliki Nieciecza, z którą podpisał kontrakt do 30 czerwca 2016. Zadebiutował w tym klubie 12 września 2015 w wygranym 3:2 meczu wyjazdowym z Cracovią. W styczniu 2017 opuścił klub i podpisał półroczny kontrakt z FSV Zwickau. We wrześniu 2017 przeszedł do Zbrojovki Brno. W sierpniu 2018 został zawodnikiem Diósgyőri VTK, a w październiku 2019 opuścił klub.

## Kariera reprezentacyjna
Juhar grał w słowackich kadrach do lat 19 i do lat 21. 19 listopada 2013 zadebiutował w seniorskiej reprezentacji w rozegranym w Algarve meczu z Gibraltarem, który był pierwszym spotkaniem tej kadry po jej przystąpieniu do UEFA.

## Dalsze losy
Po zakończeniu kariery został projektantem wnętrz, a także zajął się tworzeniem mebli z drewna.